# Piliocolobus badius
Colobe bai
Espèce
Synonymes
- Procolobus badius (Kerr, 1792)

Statut de conservation UICN

 EN A2cd : En danger
Statut CITES
Piliocolobus badius, le colobe bai (syn. Procolobus badius), est une espèce de Primates d'Afrique occidentale. C’est un colobe, un singe de la famille des Cercopithecidae.

## Dénomination
Ce singe est appelé en français  Colobe bai, Colobe bai d'Afrique occidentale, Colobe roux de l'Ouest, ou Colobe rouge. La classification de cette espèce est encore discutée.

## Description
D’une taille de 45 à 67, avec une queue de 50 à 80 cm environ, il est assez grand. Son ‘poids’ varie entre 5 et une dizaine de kg environ. Il a la gorge et les membres rouges ou marron orangé et les parties supérieures du corps (tête, dos, …) sont noires ou gris ardoise, plus rarement marron foncé. Le dessous du corps est de la même teinte, mais en plus clair. Il existe trois sous-espèces (P. b. badius ; P. b. temmincki ; P. b. waldroni), aujourd’hui parfois considérées comme des espèces à part entière.
Ce sont des primates diurnes qui habitent les arbres. Ils vivent principalement dans la canopée la plus élevée (plusieurs dizaines de mètres de haut) et ne descendent que rarement au sol de la forêt. Ils vivent en groupes sociaux de plus de 20 individus, composés à la fois de jeunes et de mâles et de femelles. Espèce spécialisée dans la consommation des feuilles, jeunes ou pas, elle mange ainsi des bourgeons, des fruits non mûrs et quelques fines tiges. 

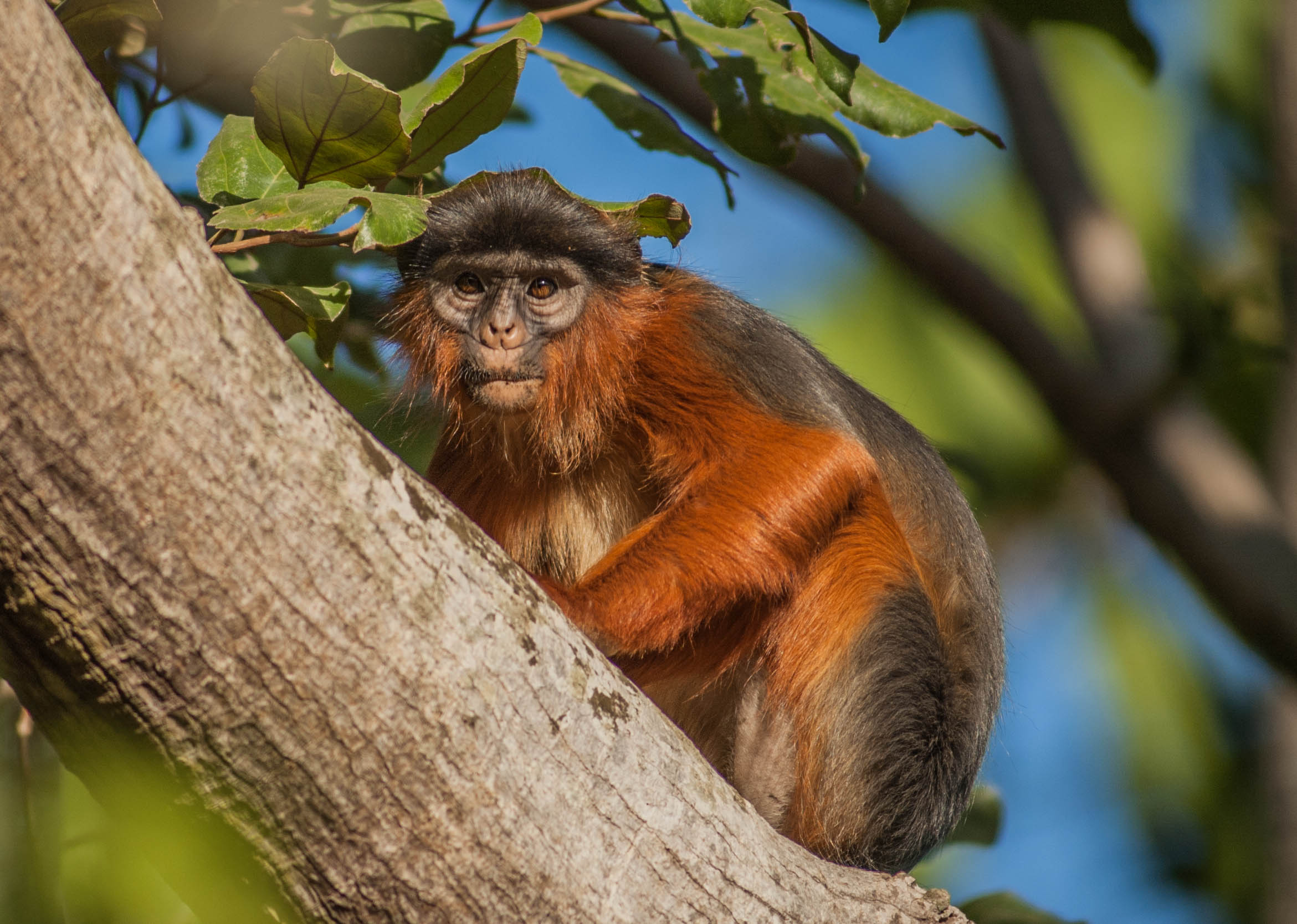
Un colobe bai en Gambie.

Ce singe vit dans les arbres et s'associe parfois avec d'autres espèces, par exemple avec le cercopithèque diane qui vit dans les strates supérieures de la forêt et l'avertit par ses cris de l'arrivée de prédateurs. Lorsqu'il descend au sol (ce qui est rare), c'est souvent pour se mêler à un groupe de dianes.

## Répartition et habitat
Les singes colobes roux de l'Ouest se trouvent en Afrique de l'Ouest. Seules deux des sous-espèces peuvent être observées en Côte d’Ivoire : P. b. badius, surtout dans la zone ouest et jusqu’en Sierra Leone et P. b. waldroni, de l'est de la Côte d'Ivoire à l'ouest du Ghana. La dernière sous-espèce est plutôt restreinte à la Haute Guinée équatoriale. 
Ce colobe habite les forêts tropicales humides anciennes à tous les niveaux de la canopée mais passent la majorité de leur temps à plus de 20 m du sol.

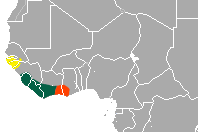
Répartition du colobe bai de Temminck (en jaune), colobe bai d'Afrique occidentale (en vert) et de Piliocolobus badius waldronae (en rouge)

## Conservation
L'Homme, au travers de ces activités, a pratiquement anéanti la sous-espèce P. b. waldroni, dont quelques populations subsisteraient entre la rivière Tano, au Ghana, et la lagune des îles Ehotilés en Côte d’Ivoire. Ce singe est chassé (braconné) pour sa viande et sa fourrure. Si les deux autres (sous-) espèces sont considérées en danger d'extinction par l'UICN, celle-ci est plutôt en danger critique d'extinction.

## Liste des sous-espèces
Selon Mammal Species of the World (version 3, 2005)  (26 mars 2011) :
- sous-espèce Piliocolobus badius badius, Colobe bai d'Afrique occidentale
- sous-espèce Piliocolobus badius temminckii, Colobe bai de Temminck
- sous-espèce Piliocolobus badius waldroni

Selon NCBI (26 mars 2011) :
- sous-espèce Piliocolobus badius badius, Colobe bai d'Afrique occidentale
- sous-espèce Piliocolobus badius temminckii, Colobe bai de Temminck